# Love Like Aliens
Love Like Aliens è un cortometraggio in grafica computerizzata diretto da Rashad Haughton e realizzato con la collaborazione degli studi d'animazione giapponesi Studio 4°C e Shirogumi. Uscito il 15 luglio 2012, ha vinto il premio speciale della giuria all'Asian Film Festival di Dallas.

## Trama
In un non lontano futuro di devastazione, gli uomini e gli androidi si sono ormai fusi insieme. Questa unione ha permesso la sopravvivenza della specie, ma d'altro canto ha fatto in modo che gli uomini perdessero la loro umanità e i loro sentimenti.
Un soldato cyborg, catturato da androidi privi di ogni sentimento, viene analizzato per scoprire nella sua memoria gli ultimi avvenimenti prima della cattura.
Su un pianeta deserto il soldato, a bordo di un veicolo da battaglia, cerca di scappare all'attacco da un gruppo di sentinelle nemiche da battaglia. Durante la fuga nota un cyborg femmina, dalle fattezze di un angelo, imprigionata da una sentinella nemica.
Il soldato interviene distruggendo la sentinella e liberando così la ragazza. Ma viene colpito da un'altra sentinella nascosta, per poi infine precipitare. L'angelo osserva la caduta della navetta e qualcosa cambia nei suoi occhi.
Il soldato in caduta viene raggiunto dalla ragazza angelo. Una spinta improvvisa fa perdere conoscenza al soldato, che si ritrova a terra tra le macerie del suo veicolo con a fianco la ragazza che gli tiene la mano. Gli androidi raggiungono il soldato poco dopo, che abbracciando il corpo della ragazza, apparentemente morta, urla la sua disperazione.
Il soldato ricorda improvvisamente gli ultimi avvenimenti.
Durante la caduta la spinta della navetta lo sbalza fuori dalla cabina di pilotaggio. La navicella, ridotta ormai a una palla di fuoco e metallo, è sul punto di cadergli addosso. L'angelo femmina sorpassa la massa infuocata in velocità, avvolgendo infine il soldato con le sue ali proteggendolo dall'impatto. 
Improvvisamente la ragazza si rigenera davanti a lui. Aprendo gli occhi gli sorride serena versando una lacrima.

## Influenze
Haughton ha riconosciuto di essere stato ispirato dalle illustrazioni di Hajime Sorayama, autore di The Humanoid.